# Parafia św. Urszuli Ledóchowskiej w Bydgoszczy
Parafia pw. Świętej Urszuli Ledóchowskiej w Bydgoszczy – rzymskokatolicka parafia w Bydgoszczy, erygowana w 1984 roku. Należy do dekanatu Bydgoszcz I.
Budowa kościoła – wówczas jeszcze pw. bł. Urszuli Ledóchowskiej – rozpoczęła się w 1986 roku według projektu Henryka Götza i Stanisława Sródki, konstruktorem był inż. Jan Prywiński. Konsekracji świątyni obliczonej na 1200 osób dokonał w 1992 abp Henryk Muszyński.
Pierwszym proboszczem parafii był ks. kanonik Mieczysław Bieliński (nominacja 12 grudnia 1983, emerytowany 30 czerwca 2022). W 2022 proboszczem został nominowany ks. Aleksander Kozakowski, dotychczasowy proboszcz w Glesnie.
Wikariuszowie:
- ks. Andrzej Skwarczek (1984–1990), od 2002 proboszcz Parafii Świętych Apostołów Piotra i Pawła w Dziembowie[4]
- ks. Grzegorz Iwiński (1990–1991), od 2018 administrator Parafii św. Stanisława Biskupa i Męczennika w Damasławku[5], wcześniej dyrektor Prymasowskiego Instytutu Teologicznego im. Stefana Kardynała Wyszyńskiego w Gnieźnie[6] i proboszcz w Łubowie i Inowrocławiu (2014–2015)[7][8]
- ks. Bogusław Konieczka (1991–1993), od 2015 proboszcz parafii św. Józefa Rzemieślnika w Bydgoszczy[9], wcześniej (od 2010) proboszcz w Samoklęskach Dużych[10]
- ks. Jan Maćkowiak (1993–1996), od 2013 proboszcz parafii św. Jadwigi Królowej w Inowrocławiu[11]
- ks. Mariusz Stachowiak (1996–1999), od 2015 proboszcz parafii św. Mikołaja w Ślesinie[12]
- ks. Marcin Malagowski (1999–2001), od 2017 proboszcz parafii pw. MB Szkaplerznej w Ostrowie k. Gniewkowa[13]
- ks. Grzegorz Barth (2001–2003), obecnie profesor uczelni na Katolickim Uniwersytecie Lubelskim Jana Pawła II[14]
- ks. Maciej Kulczyński (2003–2008), późniejszy dyrektor Domu Księży Emerytów w Bydgoszczy i wicedyrektor „Caritas” Diecezji Bydgoskiej[15], od 2023 proboszcz parafii Miłosierdzia Bożego w Bydgoszczy[16]
- ks. Andrzej Stachowicz (2008–2013), od 2013 proboszcz parafii św. Stanisława Biskupa i Męczennika w Solcu Kujawskim[17]
- ks. Marcin Scharwerk (2013–2015), od 2015 wikariusz w Parafii św. Antoniego z Padwy w Bydgoszczy[18], od 2019 w parafii św. Maksymiliana Kolbego w Bydgoszczy[19], kapelan zamieszkały w  parafii św. Jadwigi Królowej w Bydgoszczy (do 2023)[16] i w parafii Matki Boskiej Częstochowskiej w Bydgoszczy (od 2023)[16]
- ks. Rafał Wegner (2015–2022)[20], od 2022 wikariusz w Parafii Wniebowstąpienia Pańskiego w Bydgoszczy[3], od 2023 w parafii Świętych Apostołów Piotra i Pawła w Bydgoszczy[21]
- ks. Michał Zawartowski (od 2022)[22]